# Alcantud
Alcantud è un comune spagnolo di 116 abitanti situato nella comunità autonoma di Castiglia-La Mancia.